# Alan de Galloway
Alan de Galloway ou Alan FitzRoland (né vers 1175 et mort vers le 2 février 1234), seigneur de Galloway, est un important baron écossais qui règne de façon quasi indépendante sur son territoire de 1200 à 1234, et connétable héréditaire d'Écosse.

## Biographie

### Parentés
Alan de Galloway est le fils de Roland (ou Lachlan) (mort en 1200), seigneur de Galloway, et d'Hélène de Morville (morte en 1217), fille de Richard de Morville (mort en 1189-1190), seigneur de Lauderdale et Cunninghame, connétable héréditaire d'Écosse depuis 1162. Sa date de sa naissance demeure incertaine mais il est considéré comme adulte vers 1200[réf. nécessaire]. Son frère Thomas de Galloway (mort en 1231) devient comte d'Atholl en droit de sa femme avant 1210.
À la mort de William de Morville (en 1196), le frère de sa femme Hélène, Roland de Galloway hérite du patrimoine de la famille de celle-ci. Il devient donc connétable héréditaire d'Écosse et seigneur de Lauderdale et Cunninghame.
Alan de Galloway succède à son père en 1200, à la mort de celui-ci,, et hérite de tout son patrimoine et de ses acquisitions, ainsi que de sa charge héréditaire de connétable d'Écosse.

### Carrière
Alan de Galloway dispose d'une puissance navale importante qui lui permet d'intervenir sur les côtes et dans les îles de la mer d'Irlande, du Pays de Galles à l'île de Lewis ainsi qu'en Ulster. Bien qu'il soit de facto quasi indépendant, il reconnaît la suzeraineté du roi d'Écosse et/ou de celui d'Angleterre selon ses intérêts politiques.
Son frère cadet, Thomas de Galloway, était enfin devenu comte d'Atholl de jure uxoris. La famille de Galloway s'opposait dans le sud-est de l'Écosse à l'alliance formée entre Walter Stuart, 3e Grand Sénéchal d'Écosse, Duncan, comte de Carrick, Maeldouen, comte de Lennox et le frère de ce dernier, Aulay, qui contrôlait la région autour du Loch Rond.
En juin 1215, au même titre que le roi Alexandre II d'Écosse, il fait partie des nobles qui interviennent lors des négociations de Runnymede pour faire accepter la Magna Carta par le roi Jean Sans Terre.
En 1212, Alan répond à l'appel de Jean Sans Terre et lui envoie une troupe de 1 000 hommes pour guerroyer contre les Gallois, et une fille anonyme comme otage en Angleterre. La même année, à la suite du traité conclu entre le roi d'Écosse et Jean sans Terre, Alan de Galloway reçoit des terres en Ulster mais il doit, avec son frère Thomas comte d'Atholl et Donald MacRagnald, ravager le royaume d'Aed Meith mac Aeda Ua Neill roi de Tir Éogain et piller Derry . En 1214, son frère Thomas et Ruaidhri Mac Raghnaill, un autre petit-fils de Somerled, pillent de nouveau les domaines d'Ua Neill en Ulster.
Ces incursions dans le Donegal sont faites avec l'approbation du roi d'Écosse en représailles du soutien des Ua Neill aux prétendants Guthred MacWilliam (mort en 1212) et Donald Ban MacWilliam (mort en 1215).
En 1223, Hugues de Lacy, comte rebelle d'Ulster, s'était allié avec l'ennemi des Anglais Aed Meith Ua Neill afin de regagner ses possessions. L'administration royale envoie Thomas de Galloway pour réduire la rébellion. Devant l'échec de cette entreprise c'est Guillaume le Maréchal, comte de Pembroke, qui exerce la fonction de justiciar d'Irlande, qui est chargé de rétablir l'autorité royale, mais il négocie avec les rebelles.
Alan de Galloway, qui avait reçu en 1212, l'Antrim du roi Jean Sans Terre, tente d'obtenir l'assurance que ce domaine lui sera conservé en cas de rétablissement d'Hugues de Lacy. Ce dernier se réconcilie avec le roi et saisit, en 1227, les domaines concédés antérieurement aux frères Alan et Thomas de Galloway. En 1229, Alan finit par conclure un accord avec Hugues aux termes duquel il épouse sa fille Rose.
Ce demi-échec de la politique d'implantation en Ulster menée depuis 1212 est lié au fait qu'Alan devait en même temps intervenir dans le conflit entre les deux fils de Godfred V de Man qui se disputaient le Royaume des îles et de Man. En 1225, Alan de Galloway fait campagne dans les Hébrides pour soutenir Ragnald IV de Man contre son demi-frère cadet Olaf. En 1228, il envahit l'île de Man et combat les forces navale du roi de Norvège afin de réinstaller Rognvald. Olaf chasse les « Galovidians » avant la fin de la même année.
Après la défaite et la mort de Ragnald IV de Man en 1229, Alan attaque Man. Olaf II se réfugie en Norvège et revient l'année suivante avec une flotte commandée par Uspak Haakon, roi des Hébrides pour le compte du roi de Norvège, et retrouve son trône. Alan de Galloway qui s'oppose à lui avec une flotte de 200 navires dans le sud du Kyntyre doit définitivement abandonner l'espoir d'installer son fils naturel Thomas, gendre de Ragnald, comme roi de Man.
Alan meurt en 1234 et est inhumé dans l'abbaye de Dundrennan au Galloway. Ses domaines sont partagés entre ses trois filles. Le roi Alexandre II d'Écosse refuse en effet de reconnaître Thomas, son fils illégitime, comme comte de Galloway. Ce dernier se révolte en 1235 et se réfugie en Irlande, puis revient avec une armée de Gaëls. Il est vaincu et capturé par Ferchair Mac an t'sagairt, futur comte de Ross. Thomas, d'abord emprisonné à Édimbourg puis au château de Barnard sous la garde de Jean de Bailleul, l'époux de sa demi-sœur Derborgail (ou Dervorguilla) meurt après plus de 50 années de captivité en 1296,.

## Unions et postérité
Le nom et le nombre de ses épouses, compris entre deux et cinq, ainsi que la filiation maternelle des enfants d'Alan de Galloway, restent incertains. Dans des ouvrages récents deux historiens écossais Richard Oram et Michael Brown présentent des versions sensiblement différentes.
Pour Richard Oram
1) une fille non nommée de Roger de Lacy, connétable de Chester. Ensemble, ils ont :
- Hélène, épouse Roger de Quincy (mort en 1264), 2e comte de Winchester ;

2) en 1209, Margaret (morte avant 1228), fille aînée de David (mort en 1219), comte de Huntingdon. Ensemble, ils ont :
- Christina (ou Christiana) (morte en 1246[20]), épouse William de Forz (mort en 1260), comte d'Albemarle (ou d'Aumâle en français) ;
- Derborgail (ou Dervorguilla) (morte en 1290), épouse Jean de Bailleul et devient ainsi la mère du futur roi Jean d'Écosse.

3) vers 1229, Rose, fille de Hugh (III) de Lacy (mort en 1242), 1er comte d'Ulster. Ce mariage ne produit pas d'enfant connu.
Il est également le père d'un fils illégitime Thomas, époux d'une fille de Ragnald IV de Man, prétendant à la seigneurie de Galloway en 1235 mort vers 1296 après plus de 50 ans de captivité.
Ses trois filles et son fils illégitime sont ses seuls enfants à devenir adultes.
Pour Michael Brown, il contracte en plus les mariages suivants
1) une fille ou sœur inconnue de John de Lacy ou de Roger de Lacy
- une fille otage en Angleterre (morte en 1213).

2) vers 1200-1206, une fille inconnue de Ragnald IV de Man et d'une épouse inconnue.
- Elena, épouse Roger de Quincy (mort en 1264), connétable d'Écosse, après son beau-père, comte de Winchester[23].

3) vers 1222 Juliana (?), union annulée entre 1225 et 1229 pour cause de consanguinité, par le légat du pape Honorius III qui écrit en ce sens aux évêques d'Écosse les 30 mars 1222 et le 28 février 1225

### Sources
- (en) Richard D. Oram, « Alan, lord of Galloway (b. before 1199, d. 1234) », Oxford Dictionary of National Biography, Oxford University Press, 2004.
- (en) G.W.S Barrow,  Kingship and Unity. Scotland 1000-1306, E.U.P, (Edinburgh 1981). (ISBN 0-7486-0104-X).
- (en) Michael Brown, The Wars of Scotland (1214-1371), The new Edinburg history of Scotland volume IV, Edinburgh University Press, (Edinburgh 2004).  (ISBN 0-7486-1237-8).
- (en) Richard Oram, Domination and Lordship. Scotland 1070-1230 The new Edinburg history of Scotland, Edinburgh University Press, (Edinburgh 2011).  (ISBN 978-0-7486-1497-4).
- (en) John L. Roberts,  Lost Kingdoms. Celtic Scotland and the Middle Ages, Edinburgh University Press, (Edinburgh 1997).  (ISBN 0-7486-0910-5).